# Karl Blecha

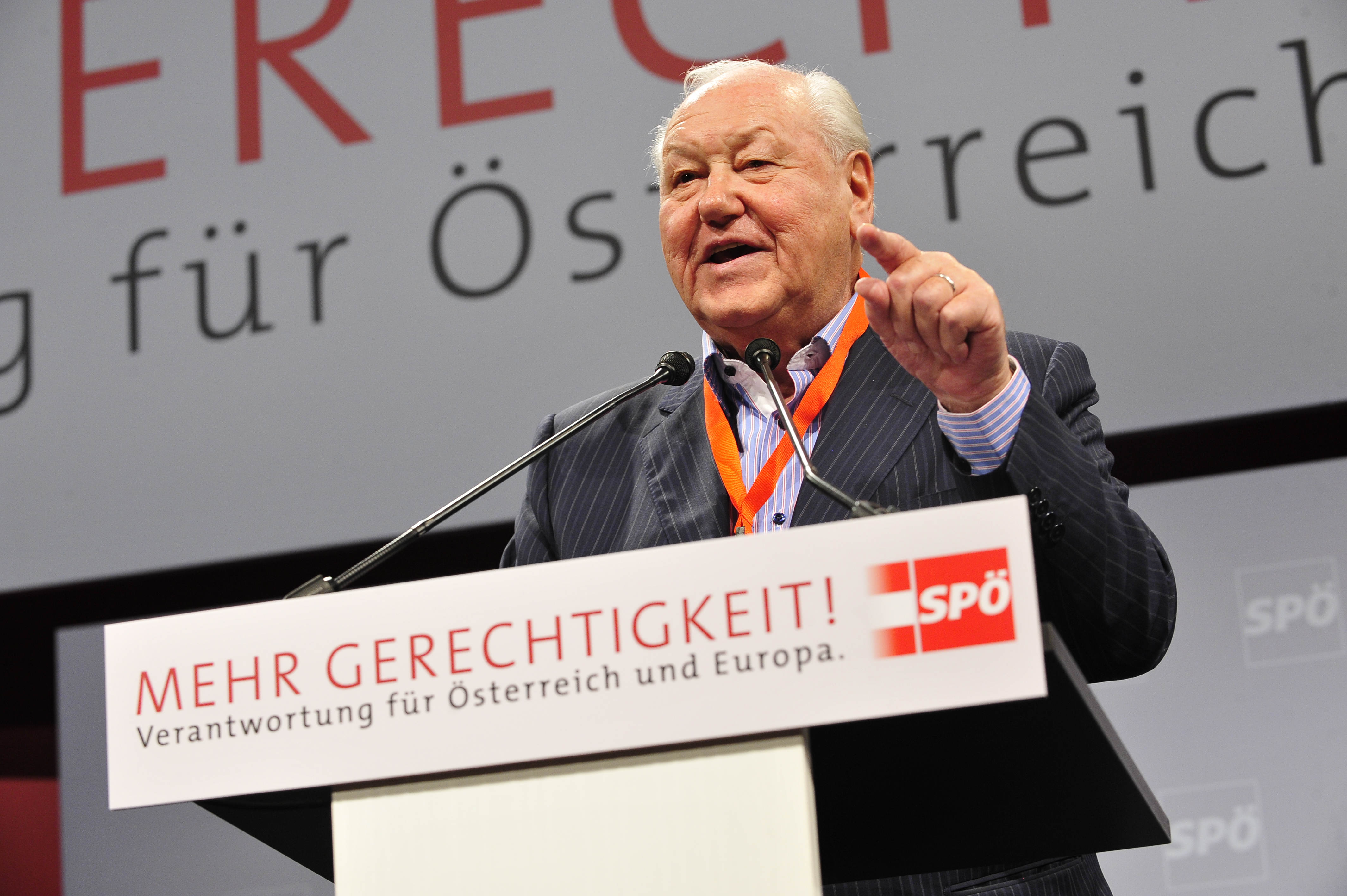
Karl Blecha (2012)

Karl Blecha (* 16. April 1933 in Wien), genannt Charly Blecha, ist ein österreichischer Politiker der Sozialdemokratischen Partei Österreichs (SPÖ). Blecha war von 1983 bis 1989 Innenminister der Republik Österreich, 1989 trat er von seinen Ämtern aufgrund seiner Verwicklung in die Lucona-Affäre und die Noricum-Affäre zurück. Von 1999 bis 2018 war er Präsident des Pensionistenverbands Österreichs.

## Leben
Karl Blecha studierte nach der Matura am Bundesgymnasium Wien-Döbling (1952) Psychologie, Soziologie und Ethnologie an der Universität Wien. Daneben arbeitete er als Werbeleiter bei der Büchergilde Gutenberg, als Lektor im Europa Verlag und als Leiter der Wiener Redaktion der steirischen Tageszeitung „Neue Zeit“. In dieser Zeit war er auch Herausgeber und Chefredakteur des „Journal für Sozialforschung“.
Nach weiteren Studien in Köln und einem Praktikum am Institut für angewandte Sozialwissenschaft in Bad Godesberg gründete Blecha 1963 das Wiener Sozialforschungsinstitut (ab 1965: Institut für empirische Sozialforschung [IFES]), als dessen Direktor er bis 1975 fungierte. In dieser Zeit schuf er den „Opinion Leader-Index“ zur besseren Erforschung der öffentlichen Meinung, veröffentlichte zahlreiche sozialwissenschaftliche Studienberichte und Beiträge. Das 1970 am Institut erstellte Computermodell zur Interpretation von Wahlergebnissen gilt als Vorläufer heutiger Wählerstromanalysen.
Karl Blecha ist verheiratet und hat drei Töchter.

## Politische Karriere
Politisch engagierte sich Karl Blecha bereits als Schüler im Verband Sozialistischer Mittelschüler (VSM), dessen erster Bundesobmann er wurde und  später im Rahmen des Verbandes Sozialistischer Studenten Österreichs (VSStÖ), dessen Vorsitzender er 1954 bis 1956 war. In der Österreichischen Hochschülerschaft war er an der Universität Wien stellvertretender Vorsitzender und in der Jungen Generation der SPÖ Bundesvorsitzender. Ab 1964 im Vorstand der SPÖ Niederösterreich, verband ihn eine enge Beziehung zu Bruno Kreisky.
1970 zog er in den Nationalrat ein, wo er als Sprecher für Justiz-, Wissenschafts-, Kultur-, Medien- und Landesverteidigungsfragen tätig war. Blecha gilt als einer der Initiatoren der Herabsetzung des Grundwehrdienstes auf sechs Monate, wirkte maßgeblich an allen Rechtsreformen seit 1970 mit und hatte damit maßgeblich zum Erfolg des österreichischen Weges beigetragen.
1975 avancierte der Sozialwissenschaftler zum Zentralsekretär der SPÖ, 1981 zum stellvertretenden Parteivorsitzender. Als Wahlkampfleiter entwickelte Blecha eine neue Form der politischen Werbung, die dazu beitrug, dass Bruno Kreisky dreimal absolute Mehrheiten bei Nationalratswahlen erreichte (1971, 1975 und 1979).
Von 1976 bis 1989 war er der Vorsitzende der SPÖ Bildung. Während seiner Amtszeit stand Österreich vor den Herausforderungen des Kalten Krieges, und Karl Blecha und die SPÖ-Bildung waren aktiv an Diskussionen über Neutralität und internationale Beziehungen beteiligt.
Im Mai 1983 berief ihn Fred Sinowatz als Innenminister in die von ihm geführte SPÖ-FPÖ-Regierung. Diese Funktion behielt Blecha auch unter dessen Nachfolger Franz Vranitzky.  1989 trat er in Folge von Angriffen im Zusammenhang mit den Skandale um Noricum und Lucona (Udo Proksch) von seinen politischen Funktionen zurück (s. u.).
Karl Blecha gründete nach seinem Ausscheiden aus der aktiven Politik das Mitropa-Institut für Wirtschafts- und Sozialforschung. Nachdem er sich 1999 aus der operativen Geschäftsführung des Instituts zurückgezogen hatte, wurde er zum Präsidenten des SPÖ-nahen Pensionistenverbandes Österreichs gewählt. Am 16. April 2018, an seinem 85. Geburtstag, legte Blecha diese Funktion, die er fast zwei Jahrzehnte lang erfolgreich geführt hatte, zurück. Jedes zweite Jahr (zuletzt 2017) fungierte er auch als Präsident des Österreichischen Seniorenrates. Er war der am längsten dienende Chef einer Seniorenorganisation und machte den Seniorenrat zu einem Machtfaktor der österreichischen Innenpolitik.
Darüber hinaus war Blecha in verschiedenen Organisationen tätig, etwa als Präsident der Europäischen Seniorenorganisation (ESO), als Präsident der Österreichischen Gesellschaft zur Förderung der Forschung (GFF),  als Präsident der Gesellschaft für Österreichisch-Arabische Beziehungen oder als Präsident der Österreichisch-Bulgarischen Gesellschaft.

## Lucona- und Noricum-Affäre
1989 trat Blecha als Innenminister aufgrund seiner Verwicklung in die Lucona-Affäre und den Noricum-Skandal zurück. 1990 bewertete ein parlamentarischer Untersuchungsausschuss die Weisung Blechas an die Sicherheitsdirektion Niederösterreich, Ermittlungen gegen die Haupttäter Udo Proksch und Hans Peter Daimler einzustellen, das „Verschwinden“ von Akten aus seinem Ministerium, und mehrere Falschaussagen Blechas vor dem Ausschuss als rechtswidrig und empfahl eine Anklage gegen ihn. Am 24. Juni 1993 wurde Blecha wegen Beweismittelunterdrückung und Urkundenfälschung rechtskräftig zu einer neunmonatigen Haftstrafe mit bedingter Strafnachsicht verurteilt.

## Weitere Affären
Rachat Älijew, damals Angelpunkt einer Agenten-, Entführungs- und Mordaffäre zwischen Österreich und Kasachstan, behauptete 2009, und nochmals 2013 in seinem Buch „Tatort Österreich“, dass Blecha, Anton Gaál und weitere Österreicher seine kasachischen Feinde unterstützt hätten. Blecha gab dazu an, er habe nicht gewusst, dass der „kasachische Geschäftsmann“, für den er Erkundigungen über Älijews Auslieferung eingeholt hatte, ein Geheimagent war.
2011 wurde Karl Blecha unterstellt, auf der Gehaltsliste von Peter Hochegger zu stehen. Blecha zufolge habe es sich nur um reguläre Spesenerstattungen und Honorare von Hocheggers Agentur in Höhe von 5000 € gehandelt.

## Auszeichnungen
- 1978: Großes Goldenes Ehrenzeichen für Verdienste um die Republik Österreich[15]
- 1986: Großes Goldenes Ehrenzeichen am Bande für Verdienste um die Republik Österreich[15]
- Ehrendoktorat der Sofioter Universität „Hl. Kliment Ohridski“